# 도간 망절씨
도간 망절씨(島間網切氏)는 한국의 성씨이다.

## 역사
시조 망절일랑(網切一郞, 아미키리 이치로)은 1942년 경상남도 창원군 진해읍에서 일본인 경찰관 아미키리 요시우에몬(網切義右衛門)과 한국인 여성 양두연 사이에 외아들로 태어났다. 1945년 일제가 패망하면서 아버지가 일본으로 추방되자 외가의 성을 따서 양일랑(梁一郞)이라는 이름으로 성장했다. 진해 충무상업고등학교를 중퇴한 후 부산축산협동조합에서 근무하다가 1965년 한일 국교 정상화 이후 NHK의 도움으로 일본 가고시마 현 다네가 섬에서 암으로 투병 중이던 아버지와 서신 교환을 시작하였고, 1968년 가족들과 일본으로 건너가 일본 국적을 회복하고 1969년 아버지가 사망할 때까지 일본에서 거주하였다. 그러나 아버지의 유산을 두고 일본인 사촌 등과 갈등을 겪었고, 곧 한국을 그리워하게 되면서 1970년 대한민국으로 돌아가 다시 대한민국 국적을 취득하고 경상남도 양산군에 자리를 잡았다. 한국인 아내 정순남과 결혼하여 망절용, 망절웅 형제 등 2남 2녀를 두었다. 망절일랑은 버섯재배업에 종사하다가
2012년 양산시 동면에 소재한 자신의 농장에서 별세하였다.

## 본관
본관인 도간(島間)은 망절일랑의 조부 출신지인 가고시마현 다네가시마 섬의 지명에서 따온 것이다. (가고시마현 미나미타네정 시마마(島間))

## 인구
- 2000년 대한민국 통계청 인구조사에서 도간 망절씨는 10명으로 조사되었다.
- 2015년 대한민국 통계청 인구조사에서 도간 망절씨는 9명으로 조사되었다.[3]

## 같이 보기
- 한국의 외래 귀화 성씨
- 한국의 복성